# Gazza dentex
Gazza dentex är en fiskart som först beskrevs av Valenciennes, 1835.  Gazza dentex ingår i släktet Gazza och familjen Leiognathidae. Inga underarter finns listade i Catalogue of Life.